# Красноградське газоконденсатне родовище
Красноградське газоконденсатне родовище — дуже дрібне родовище у Харківській області України.

## Опис
Належить до Машівсько-Шебелинського газоносного району Східного нафтогазоносного регіону України.
Родовище відкрили у 1978 році внаслідок спорудження свердловини  № 1. До середини 2010-х в межах розвідувальних робіт тут було пробурено ще сім свердловин — № 2, 100, 101, 101-біс, 102, 103, 104. З усього цього фонду свердловин більшість була ліквідована, і лише № 103 та № 104 переведені у консервацію.
Вуглеводні виявлені на глибинах від 2756 до 4189 метрів та пов'язані із породами асельського ярусу (нижній пермський період) та гжельського ярусу (верхній карбон). Поклади відносяться до тектонічно екранованих та складно-екранованих (літологічно, тектонічно та соляним штоком). Колектори — доломіти (асельський ярус) та алевроліти і пісковики (гжельський ярус).
Станом на 2016 рік за результатами перерахунку запасів родовища вони визначені на рівні 69 млн м3 газу та 2 тисячі тонн конденсату.
В 2001 році «Укргазвидобування» отримало дозвіл на дослідно-промислову розробку родовища, проте станом на 2016 рік вона так і не почалась.